# Li Jinlong
Li Jinlong (ur. 24 stycznia 1981) – chiński zapaśnik walczący w stylu wolnym. Zajął 28. miejsce na mistrzostwach świata w 2003. Piąte na igrzyskach azjatyckich w 1998. Złoty medalista igrzysk Azji Wschodniej w 2001. Trzeci na MŚ juniorów w 1999 roku.